# Micromacromia miraculosa
Micromacromia miraculosa – gatunek ważki z rodziny ważkowatych (Libellulidae). Występuje endemicznie w Tanzanii.